# Polygonum maritimum
Polygonum maritimum L. es una especie de planta de la familia de las poligonáceas.

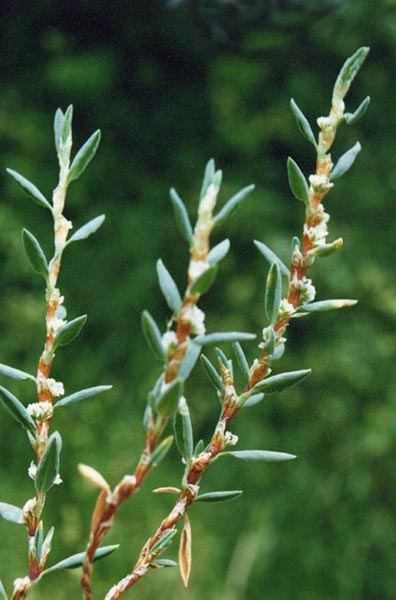
Detalle

## Distribución
Se encuentran en el litoral de la Mancha, el Mediterráneo, Córcega. Inglaterra, la región mediterránea; América.

## Descripción

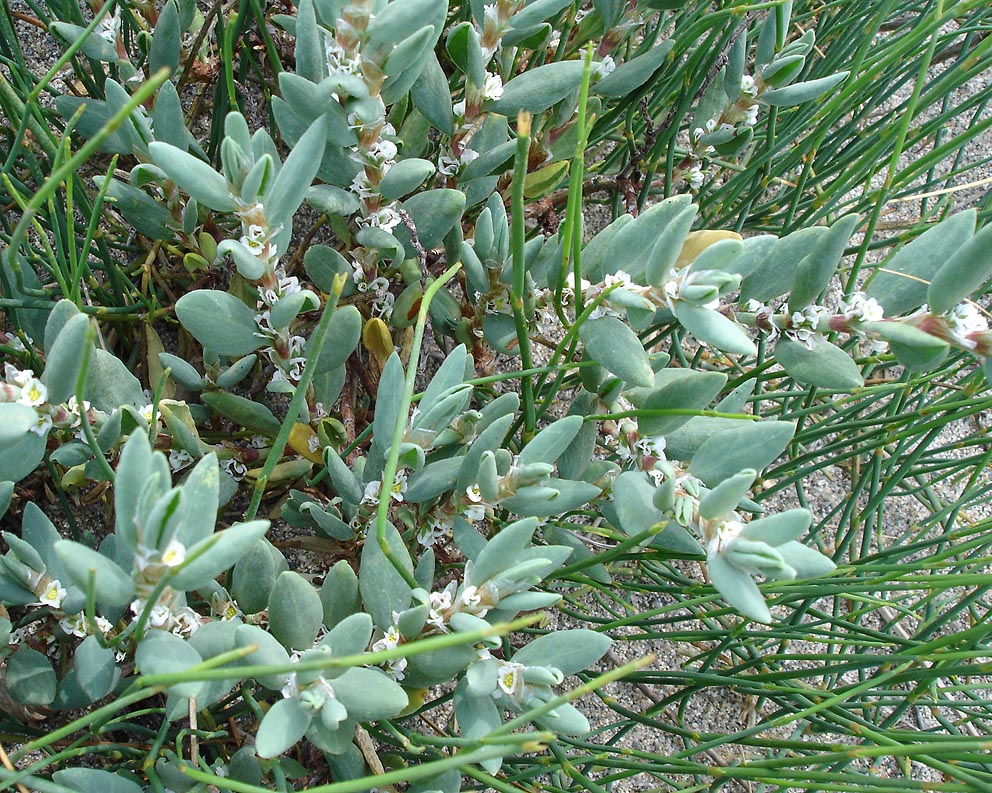
P.maritimum.

Es una planta perenne de 10-50 cm de altura. Muy oscura, con grueso tallo leñoso, los tallos fuertes, casi leñoso en la base, planos, con nervios; hojas elípticas-lanceoladas, coriáceas, con vainas amplias, por lo general más largas que los entrenudos; flores de color blanquecino o rosado, 1-4 subsésiles en las axilas de las hojas.

## Taxonomía
Polygonum maritimum fue descrita por Carlos Linneo y publicado en Species Plantarum 1: 361. 1753.
Citología
Número de cromosomas de Polygonum maritimum (Fam. Polygonaceae) y táxones infraespecíficos: 2n=20
Etimología
Ver: Polygonum
maritimum: epíteto latíno que significa "en la costa, cercana del mar".
Sinonimia
- Polygonum   parviflorum Schott in Oken.
- Polygonum littorale Loret & Barrandon.
- Polygonum glaucum Nutt.[4]
- Avicularia maritima Didr.
- Polygonum chilense K. Koch[5]

## Nombres comunes
- Castellano: centinodia marítima (2), correa ancha, corregüela de mar (2), corregüela del mar (3), corregüela marina (2), correhuela española, correhuela marina, correhuela marítima, correhuela portuguesa, yerba de la hidropesía, yerba de la plata.(el número entre paréntesis indica las especies que tienen el mismo nombre en España)[6]